# Ashikaga Yoshihide
Ashikaga Yoshihide (tiếng Nhật: 足利 義栄, Túc Lợi Nghĩa Tú; 1538 — 28 tháng 10 năm 1568) là shogun thứ 14 của Mạc phủ Ashikaga, ông chỉ giữ hư danh trong một vài tháng của năm 1568 dưới thời Muromachi ở Nhật Bản. Khi lên ngôi shogun, ông đổi tên là Yoshinaga, nhưng ngày nay, ông thường được gọi bằng cái tên Yoshihide.
- Eiroku 11, tháng 2 âm lịch (1568): Yoshihide lên ngôi Seii Taishogun ba năm sau cái chết của người anh em họ, shogun thứ 13 Ashikaga Yoshiteru[2].

## Các sự kiện dưới thời Yoshihide
Không lâu sau khi đưa lên ngôi shogun, Yoshihide chết vì bệnh truyền nhiễm. Cũng trong tháng đó. Oda Nobunaga hành quân vào Kyoto. Ông nắm quyền kiểm soát kinh đô. Nobunaga lập Ashikaga Yoshiaki làm shogun thứ 15 của Mạc phủ Ashikaga.

## Niên hiệu của Mạc phủ Yoshihide
Những năm Yoshihide làm shogun chỉ bao gồm trong một niên hiệu của Nhật Bản (nengō).
- Eiroku (1558-1570)